# Ікосододекаедр
Ікосододекаедр — напівправильний многогранник, що складається із 32 граней (12 правильних п'ятикутників і 20 правильних трикутників). В ікосододекаедрі 30 однакових вершин, в яких сходяться два трикутника і два п'ятикутника, а також 60 однакових ребер, кожне з яких розділяє між собою трикутник і п'ятикутник. Двоїстий до ікосододекаедра многогранник — ромботриаконтаедр.

## Формули
Знаючи довжину ребра ікосододекаедра - a - можна провести певні обрахунки:
| Математичний опис | Математичний опис                                                                                              | Математичний опис |
| ----------------- | --- | ----------------- |
| Об'єм             | {\displaystyle V={\frac {a^{3}}{6}}\left(45+17{\sqrt {5}}\right)}                                              |                   |
| Площа поверхні    | {\displaystyle S=a^{2}\left(5{\sqrt {3}}+3{\sqrt {25+10{\sqrt {5}}}}\right)}                                   |                   |
| Двогранний кут    | {\displaystyle \alpha =\cos ^{-1}\left(-{\sqrt {\frac {5+2{\sqrt {5}}}{15}}}\right)\approx 142{,}62^{\circ }.} |                   |

## Графічне зображення
Ікосододекаедр можна отримати як із ікосаедра так і з додекаедра відсіченням об'єму що утворюється перетинами через середини ребер які ідуть від однієї вершини.

Розгортка ікосододекаедра

Наступна послідовність многогранників ілюструє утворення ікосододекаедра:
| ікосаедр | ікосододекаедр | додекаедр |

## Пов'язані многогранники
| Симетрія: [5,3], (*532)               | Симетрія: [5,3], (*532) | Симетрія: [5,3], (*532) | Симетрія: [5,3], (*532) | Симетрія: [5,3], (*532) | Симетрія: [5,3], (*532) | Симетрія: [5,3], (*532) | [5,3]+, (532) |
| ------------------------------------- | ----------------------- | ----------------------- | ----------------------- | ----------------------- | ----------------------- | ----------------------- | ------------- |
|                                       |                         |                         |                         |                         |                         |                         |               |
|                                       |                         |                         |                         |                         |                         |                         |               |
| {5,3}                                 | t{5,3}                  | r{5,3}                  | t{3,5}                  | {3,5}                   | rr{5,3}                 | tr{5,3}                 | sr{5,3}       |
| Двоїсті до однорідних багатогранників |                         |                         |                         |                         |                         |                         |               |
|                                       |                         |                         |                         |                         |                         |                         |               |
| V5.5.5                                | V3.10.10                | V3.5.3.5                | V5.6.6                  | V3.3.3.3.3              | V3.4.5.4                | V4.6.10                 | V3.3.3.3.5    |

## Цікаві відомості
Типова сфера Гобермана складається із шести великих кіл що відповідають окружним лініям кайми ікосододекаедра.

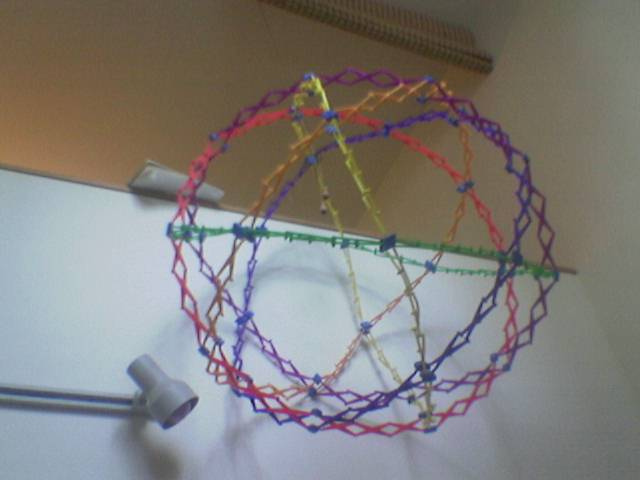
Сфера Гобермана